# Новоселиця (Шепетівський район)

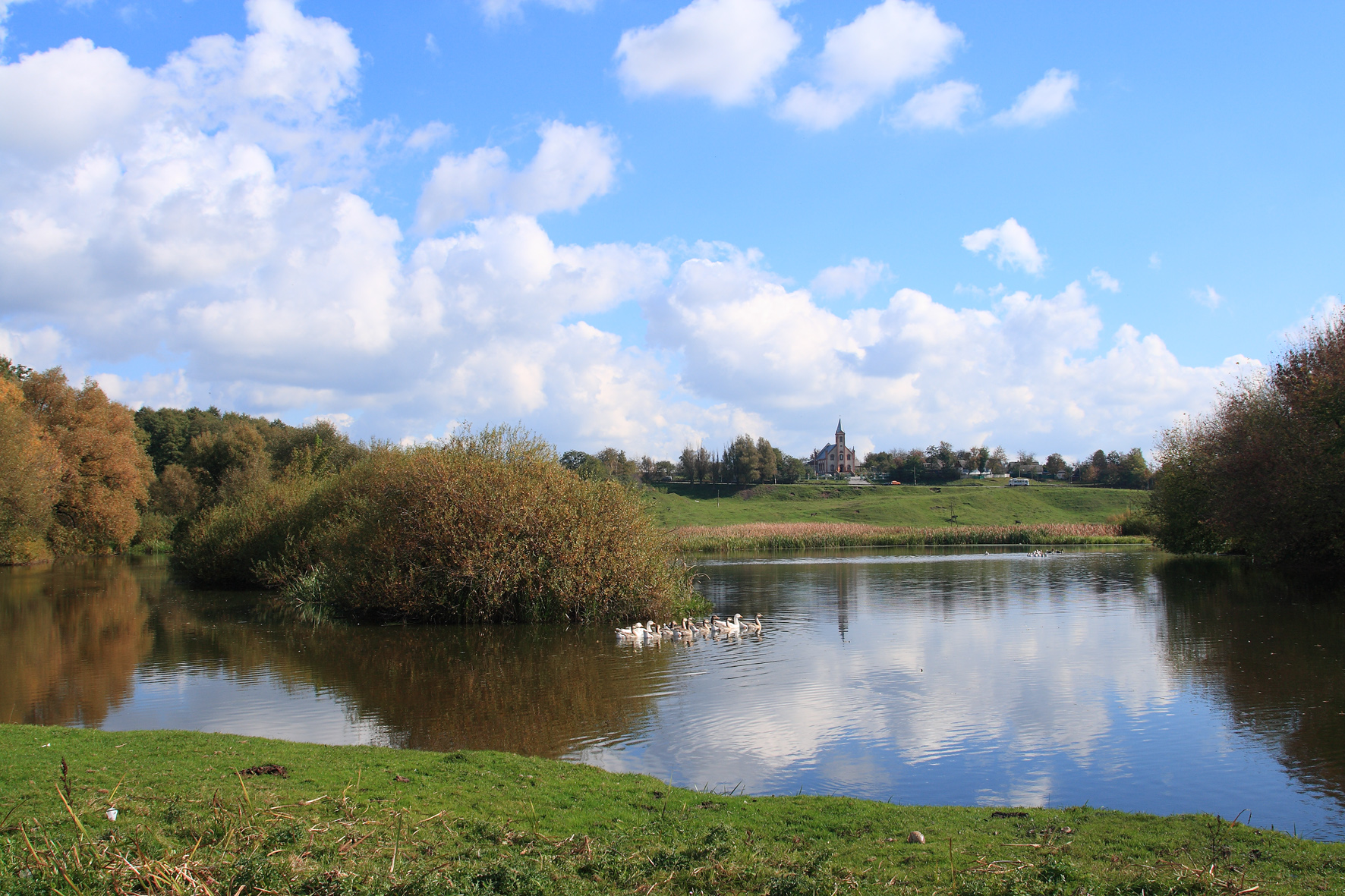
У Новоселицькому парку над Хоморою

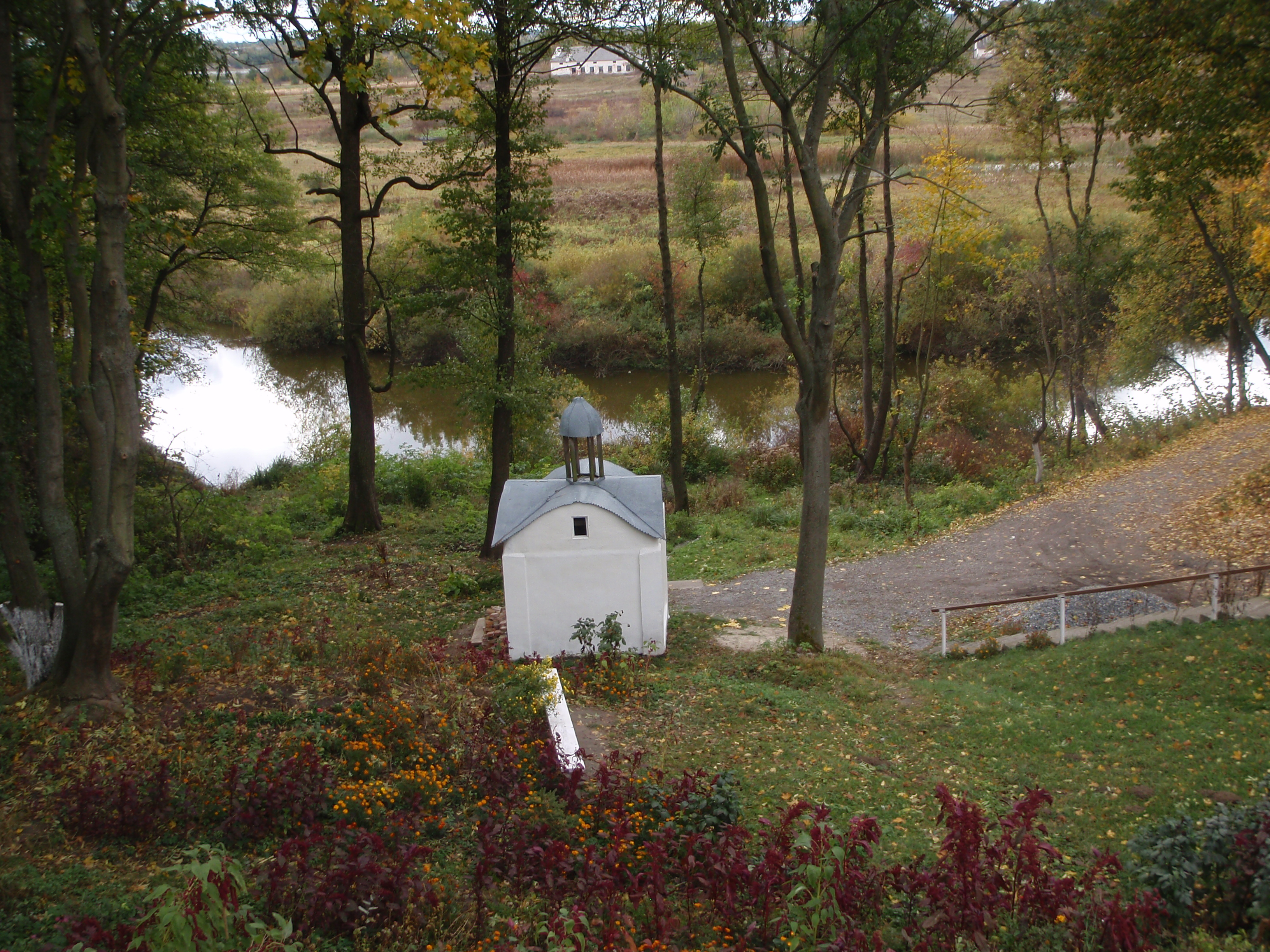
Куточок Новоселицького парку

Новосе́лиця — село в Україні, у Полонській міській громаді Шепетівського району Хмельницької області. Розташоване на автошляху Т 0612 Звягель—Старокостянтинів за 6 км від центру громади, за 10 км від залізничної станції Полонне, за 96 кілометрів від обласного центру. Населення становить 3098 осіб.
Село простяглося вздовж річки Хомори і складається з двох частин: Великої Новоселиці та Малої Новоселиці, які ще в першій половині XX ст. були окремими селами.

## Історія
У «Словнику географічнім Королівства Польського» зазначено, що Новоселиця вперше фігурує як населений пункт із трьох дворів, який у 1583 році належав православному українському магнату князю Костянтину Василю Острозькому. В інвентарі тих же Острозьких від 1601 року, який був створений після спустошливого татарського нападу, згадується село Новоселиця як таке, що було повністю спалене татарами. Інвентар 1620 року фіксує 28 будинків і 13 людей, забраних в ясир татарами. Південно-східна Волинь здавна потерпала від татарських набігів. Недарма народ прозвав невеличку річечку, що перетинає дорогу Полонне — Новоселиця, Різанкою, у пам'ять про козацько-татарські бої, «різанину».
З 1648 року Новоселиця входила до Полонської сотні козацького Волинського полку в Українській державі Богдана Хмельницького.
На початку XVII століття Новоселиця перебувала у власності князів Острозьких. 1620 року в селі був православний священник і церква, а 1716-го було збудовано нову церкву Різдва Ісуса Христа. Церква була дерев'яна, з дерев'яною ж дзвіницею. 1884 року закладено нову дерев'яну церкву.
Влітку 1893 року новоселицький палац княгині Гагаріної відвідала Леся Українка. У 1885 році село було центром Велико-Новоселицької волості (Новоград-Волинського повіту).
1897 року в Новоселиці був збудований цукровий завод. У 1941 році він був підірваний при втечі військами СРСР, щоб не дістався нацистам. Після Другої світової війни комуністична влада завод не відбудувала.
За переписом 1911 року в селі було 4380 мешканців, шпиталь при цукровні, дві крамниці. Цукровня виробляла 248 тис. пудів річного продажу цукру, відгодовувалися породисті воли, була земська випозичальня сільськогосподарських машин.
7 (20) листопада 1917 року, відповідно до Третього Універсалу Української Центральної Ради, увійшло до складу Української Народної Республіки.
Новоселиця пережила більшовицьке засилля, Визвольні змагання 1917—1921 років, три Голодомори: 1921—1923 років, 1932—1933 років та 1946—1947 років, сталінські репресії та Другу світову війну.
В часи Голодомору 1932—1933 років у Малій Новоселиці та Великій Новоселиці померло 550 людей, багато заможних сімей, які жили переважно за рахунок власної праці, було розкуркулено і примусово вивезено до Сибіру, їхні будинки, худобу та робочий інвентар реквізовано в колгосп.
Понад 400 чоловіків — мешканців села були мобілізовані до Червоної Армії протягом 1944—1945 років, з них загинуло 333. Пам'ятники загиблим односельцям, а також 62 бійцям Червоної Армії встановлено біля приміщення колишньої сільської ради та на повороті дороги до Котелянки.

## Освітні заклади
1875 року в Новоселиці почало діяти однокласне народне училище Міністерства народної освіти. Наприкінці XIX ст. на території села діяли церковно-приходська та дві «міністерські» школи. Всі вони були трирічні. Лише в 1916 році на території цукрового заводу була відкрита вища початкова школа (чотирирічна). Проіснувала вона до 1925 року. В 1922 року ще одна трирічна початкова школа була реорганізована в чотирирічну. Для ліквідації неписьменності серед дорослого населення в 1924—1925 роках почав працювати лікнеп. В 1929 році в Новоселиці була відкрита семирічна школа. Після звільнення села від німецько-нацистської окупації, на початку 1944 року, почала працювати семирічна школа в с. Велика Новоселиця та початкові школи в Малій Новоселиці та Червоній Новоселиці. В 1953 році на території Червоної Новоселиці була відкрита середня школа.
З 1967 року було заплановано розпочати будівництво триповерхової середньої школи на 640 місць в центрі села, поблизу 8-річної середньої школи (великоновоселицької). Завдяки зусиллям керівництва району, колгоспу ім. Мічуріна та директора школи Українця Гліба Яковича в 1986 році нова школа почала працювати, прийнявши учнів середньої та неповносередньої школи. Колишня середня школа (червононовоселицька) припинила своє існування. Деякий час ще працювала початкова (малоновоселицька) школа, але, з вирішенням проблеми підвозу дітей до нової школи, а також тому, що віддати своїх дітей на навчання погодилося лише декілька сімей, вона була закрита. На 2010 рік в селі працює Новоселицький НВК «ЗОШ І-III ступенів, ліцей», у якому навчається 300 учнів та працює 37 вчителів, діє 2 ліцейних класи біолого-хімічного профілю. У 2008 році ліцею присвоєно ім'я земляка — першого в історії Голови Конституційного суду України Леоніда Юзькова.
На околиці села Новоселиця, що входить до складу Полонської громади Шепетівського району Хмельницької області, розташований історичний Новоселицький парк. Його загальна площа становить 4,437 гектара.
Парк було закладено в першій половині ХІХ століття як частину маєтку графа Потоцького. За переказами, земельну ділянку для маєтку було викуплено у пана Гажинського в 1812 році. Новоселицький парк став одним із численних володінь цього впливового роду.
До нашого часу зберігся двоповерховий палац, збудований у рідкісному для Поділля стилі — з елементами готики та середньовічної оборонної архітектури. Його башти, стрілчасті вікна та масивні стіни й досі вражають мандрівників і шанувальників архітектурної спадщини.
Хоча нині будівля потребує реставрації, парк і палац залишаються важливою культурно-історичною пам’яткою регіону.

## Сучасність
Протягом перших 10 років цього століття припинили існування колгосп ім. Мічуріна та бурякорадгосп «Новоселицький», які були основним місцем роботи та джерелом заробітку для більшості дорослого населення Новоселиці.
На 01.01.2010 з мешканців села працювало 857 осіб, на обліку в Полонському центрі зайнятості перебувало 29 осіб. Зараз[коли?] частина мешканців села працюють в Полонному та Новоселиці, проте багато людей їздять на роботу в Київ та за межі України.[недоступне посилання з квітня 2019]
На сьогодні[коли?] заасфальтовано 90 % вулиць села. У 2007 році, за сприяння земляків у м. Києві, голови Полонської РДА Бученка Анатолія Миколайовича, державними коштами було підведено газопровід середнього тиску від села Прислуч до південно-східної околиці Новоселиці. Коштами та зусиллями створеного мешканцями села кооперативу з газифікації було прокладено понад 50 км внутрішніх газопроводів і село було газифіковано. В Новоселиці працює 14 закладів торгівлі. Діє лікарська амбулаторія та три ФАПи. Село має пряме автобусне сполучення зі Старокостянтиновом, Шепетівкою, Хмельницьким, Кам'янець-Подільським, Житомиром, Києвом.
12 червня 2020 року, відповідно до розпорядження Кабінету Міністрів України № 727-р «Про визначення адміністративних центрів та затвердження територій територіальних громад Хмельницької області», увійшло до складу Полонської міської територіальної громади.
19 липня 2020 року, в результаті адміністративно-територіальної реформи та ліквідації Полонського району, село увійшло до складу Шепетівського району.
4 серпня 2022 року у селі Новоселиця перейменували вулицю Гагаріна на вулицю Володимирську, вулицю Дзержинського на вулицю Покрови, вулицю Жовтневу на вулицю Паркову, вулицю Калініна на вулицю Вишневу, вулицю Комсомольську на вулицю Молодіжну, вулицю Кошового на вулицю Дружби, вулицю Мічуріна на вулицю Яблуневу, вулицю Островського на вулицю Острозького, вулицю Петровського на вулицю Надрічну, вулицю Суворова на вулицю Незалежності, вулицю Шевцової на вулицю Юрія Лебеденка, вулицю Цаболової на вулицю Польову.

## Населення
Населення 2769 мешканців (станом на 1 січня 2015 року). За національністю — українці та поляки.
| 0,044                                  | 3,3 | 4,095 | 4,380 | 3,199 |
| В період з 1620 по 2010 рік (тис. ос.) |     |       |       |       |

### Мова
Розподіл населення за рідною мовою за даними перепису 2001 року:
| Мова            | Кількість | Відсоток |
| --------------- | --------- | -------- |
| українська      | 3325      | 99.34%   |
| російська       | 17        | 0.51%    |
| білоруська      | 2         | 0.06%    |
| польська        | 1         | 0.03%    |
| інші/не вказали | 1         | 0.06%    |
| Усього          | 3347      | 100%     |

## Релігія

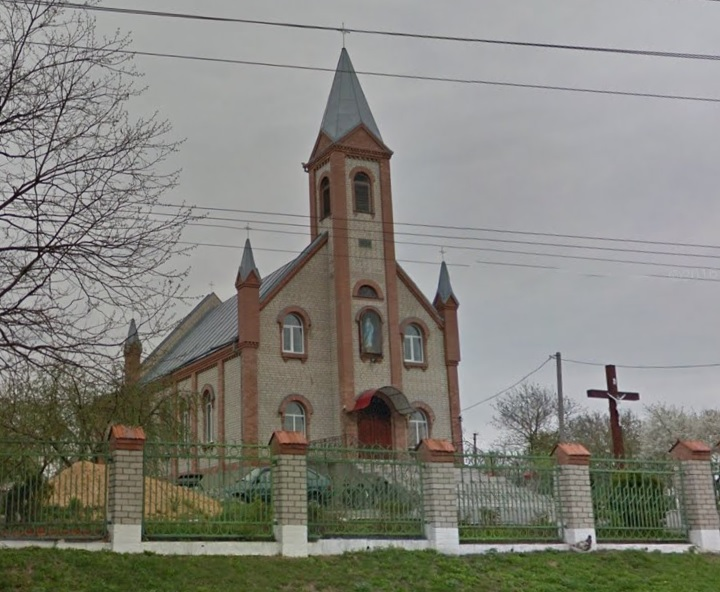
Костел Фатимської Матері Божої

Після розпаду СРСР та відновлення державної незалежності України в селі відновлюється релігійне життя. Станом на 2019 рік в селі проживають віряни ПЦУ, УПЦ МП, РКЦ, протестанти, Свідки Єгови.

### Православний Храм Ікони Матері Божої Казанської
Ще 1620 року в селі був православний священник і церква, а 1716-го було збудовано нову церкву Різдва Ісуса Христа. Церква була дерев'яна, з дерев'яною ж дзвіницею. 1884 року закладено нову дерев'яну церкву. В 1930-ті роки московською комуністичною владою церква була зруйнована, а священник репресований. Церкву не відновили.
Проте 2006 року за кошти Новоселицької громади Української Православної Церкви (Московського Патріархату), колгоспу ім. Мічуріна (голова правління — Святський Валентин Казимірович) завершено будову нового Храму ікони матері божої казанської (храмове свято 4 листопада), збудованого на місці колишньої церкви Різдва Христового.

### Костел Фатимської Матері Божої села Новоселиця Полонського району.
З 1995 року в Новоселиці діє, побудований мешканцями села під керівництвом отця-єпископа Станіслава Широкорадюка, римо-католицький костел Полонського деканату РКЦ, який належить вірним парафії Фатимської Матері Божої (МБФ).

## Відомі люди
Люди, які народились, відвідували, мешкали у Новоселиці.
- Острозький Василь Костянтин (2 лютого (12 лютого) 1526 — 13 лютого (23 лютого) 1608) — князь (син Острозького Костянтина Івановича), український магнат, воєвода Київський, маршалок Волинський, політичний і культурний діяч, один з найзаможніших і найвпливовіших магнатів Речі Посполитої.
- Леся Українка (13 (25) лютого 1871, Новоград-Волинський — 19 липня (1 серпня) 1913, Сурамі, Грузія) — українська письменниця, перекладач, культурний діяч. В 1893 році гостювала у графині Гагаріної в Новоселиці, про що писала мамі в листах.
- Грама Олег Анатолійович (1991—2023) — капітан національної гвардії України, майстер спорту з бойового самбо, учасник російсько-української війни.
- Юзьков Леонід Петрович (28 січня 1938, Новоселиця — 2 березня 1995, Київ) — український учений-правознавець, доктор юридичних наук, перший голова Конституційного суду України. Народився в Новоселиці, закінчив Новоселицьку школу (тепер — Новоселицький ліцей ім. Л. П. Юзькова).
- Парлюк Анатолій Федорович (1936 р. н., Новоселиця) — медик, невролог (м. Київ).

- Прядко Сергій Васильович

- Клімов Федот Іванович (1894 — 1988, Новоселиця) — садовод-мічурінець, все життя прожив і пропрацював в Новоселиці. Виводив нові сорти плодових дерев. В пам'ять про нього залишилось 200 гектарів саду. Був нагороджений орденом Леніна, орденом Трудового Червоного Прапора.
- Хіміч Олександр Трохимович (1914 — 1989, Новоселиця) — агроном, голова колгоспу ім. Мічуріна, нагороджений орденом Леніна.
- Шамрай Євген Федорович (1912, Новоселиця — 1981) — доктор біологічних наук, професор (м. Київ), лауреат Ленінської премії.
- Корніюк Ніна Миколаївна (1957 р. н., Новоселиця) — доцент кафедри алгебри та аналізу Кам'янець-Подільського державного університету, відмінник освіти України.
- Михайленко Ганна Станіславівна (1954 р. н., Новоселиця) — економіст, директор Запорізької філії Національної академії статистики та аудиту.
- Тирановець Володимир Іонович(1936 р. н., Новоселиця) — кандидат ветеринарних наук, доктор філософії, доцент Львівського національного університету ветеринарної медицини та біотехнології ім. С. Г. Гжинського, ним опубліковано понад 120 наукових праць.
- Філонюк Тетяна Анатоліївна (1984 р. н., Новоселиця) — майстер спорту України з легкої атлетики, член збірної команди України з легкої атлетики, багаторазова чемпіонка України, учасниця чемпіонатів світу та Європи, учасниця Олімпійських Ігор у Пекіні 2008 р.
- Вальчук Федір Самуїлович (1943 р. н., Новоселиця) — професійний моряк, все життя віддав своїй глибокій мрії — морю, улюбленій професії, всебічно підтримує новоселицьких земляків у Одесі, завжди надає притулок у своїй родині, часто допомагав абітурієнтам одеських закладів вищої освіти. Після дальніх рейсів його завжди вабило до рідної Новоселиці, яка виростила і провела його у довгу життєву дорогу.
- Лебеденко Юрій Володимирович (1975—2022) — солдат Збройних сил України, учасник російсько-української війни.
- Яремов Іван Васильович (24 лютого 1929, Новоселиця — 4 березня 1999, Львів) — український художник.

## Пам'ятки, об'єкти туризму
У північно-західній частині села, на правому березі річки Хомори, розміщений Великоновоселицький парк — пам'ятка садово-паркової архітектури державного значення.
На північній околиці села, на березі річечки Різанки, обіч дороги Новоселиця—Полонне споруджений пам'ятний знак на честь українських козаків, які вели тут кровопролитні бої з татарами, обороняючи рідний край.

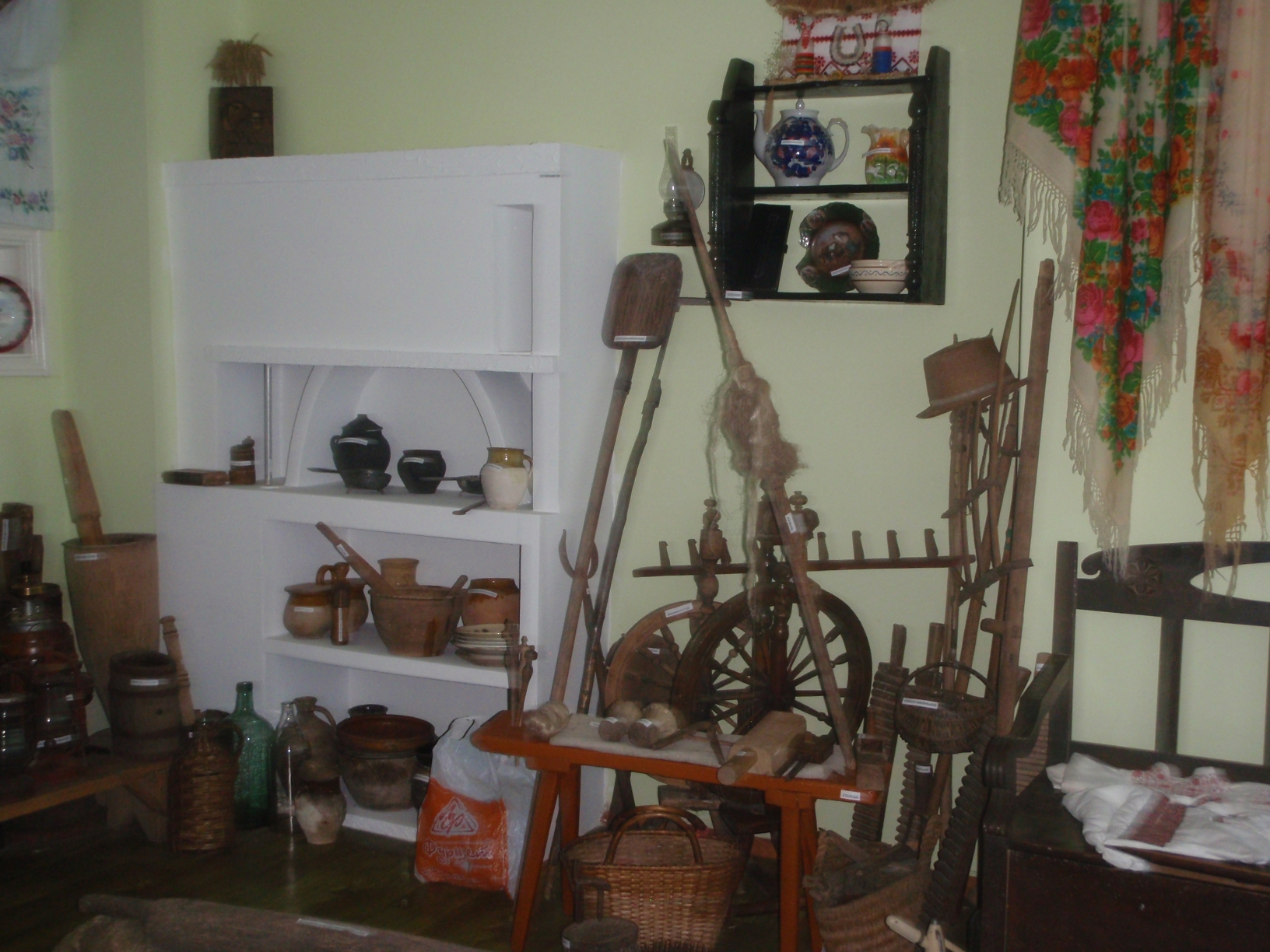
Музей історії села Новоселиця. Фрагмент експозиції

За переказами, на східній околиці села, по дорозі до Котелянки, розташовувалася козача сторожова вежа. Сама споруда до наших днів не збереглася, є лише насип, на якому стояла вежа. На сільському кладовищі в південно-східній частині села встановлений пам'ятний знак мешканцям села — жертвам Голодомору 1932—1933 років (Фото пам'ятного знаку).[недоступне посилання з липня 2019]
На південній околиці села, праворуч від дороги на Хмельницький, розташований пам'ятний знак на честь військовослужбовця армії СРСР Олександра Димніча, мешканця села, який героїчно загинув під час радянської інтервенції до Афганістану. На фасаді Новоселицької школи-ліцею встановлено меморіальну дошку пам'яті О. Димніча.
У вересні 2012 року до Дня незалежності України в приміщенні сільського будинку культури за сприяння сільського голови Сідорського Валентина було відкрито Музей історії села Новоселиця.

## Фотогалерея

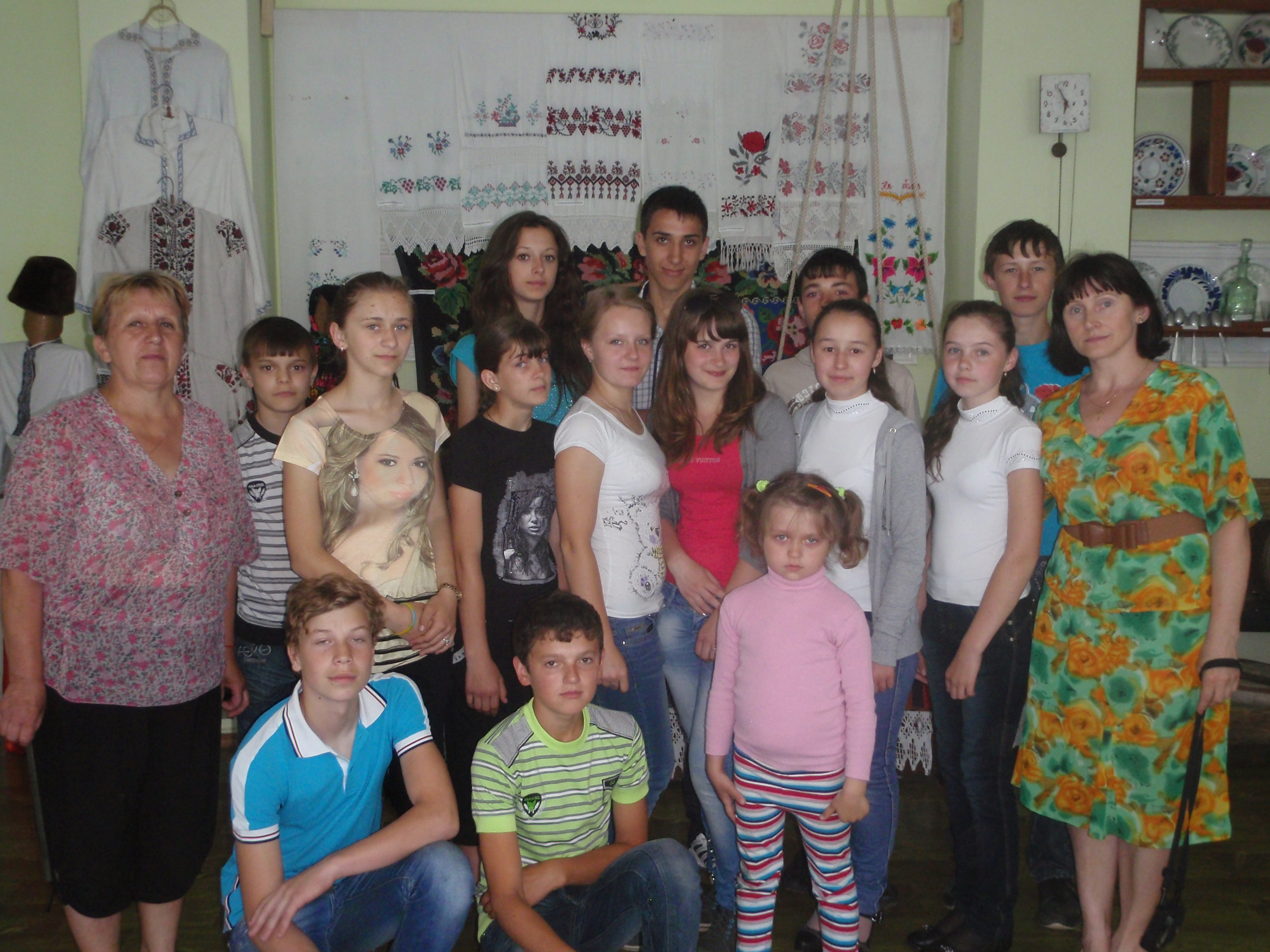
Учні Новоселицького ліцею на екскурсії до музею
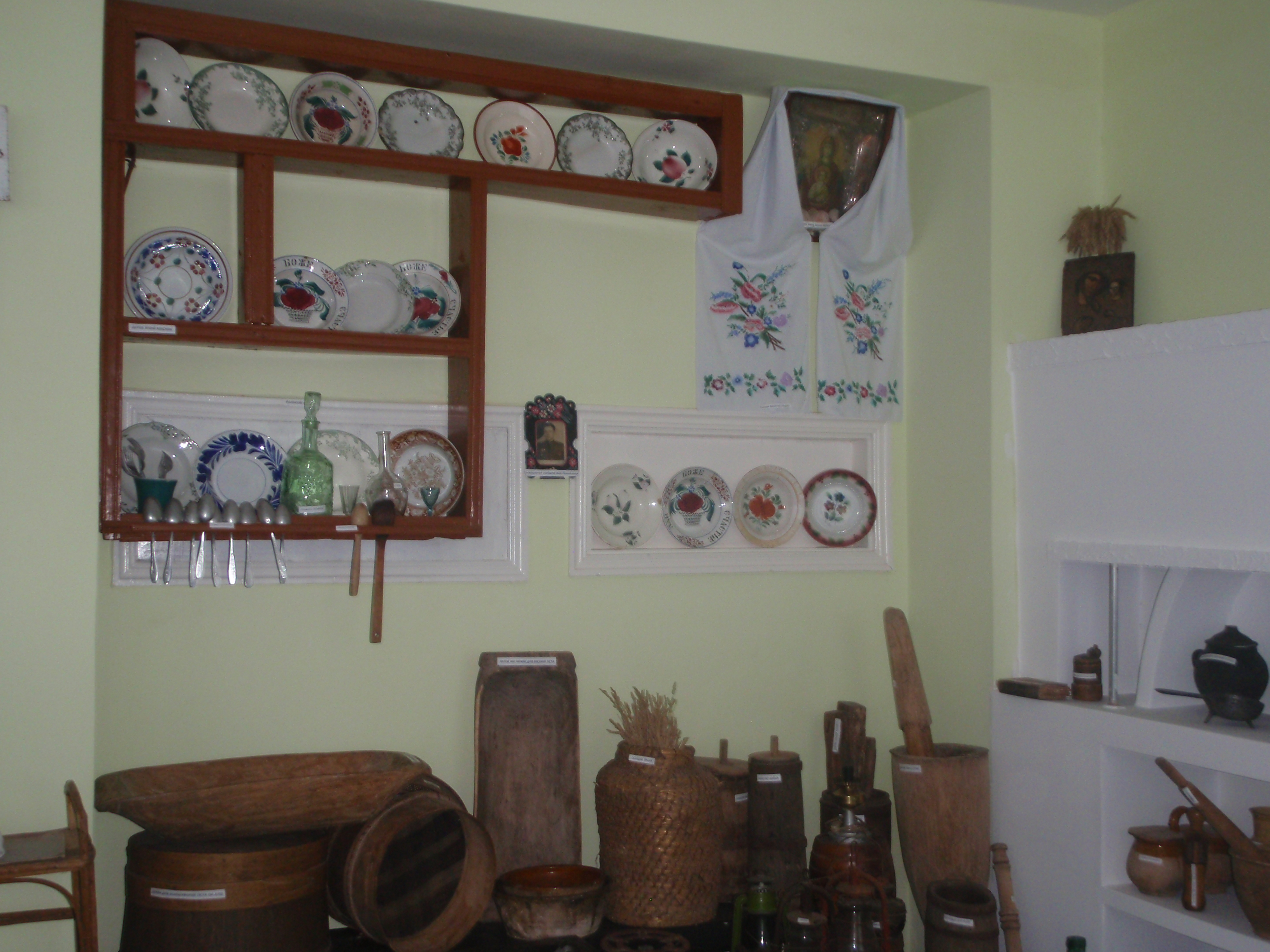
Музей історії села. Кухня
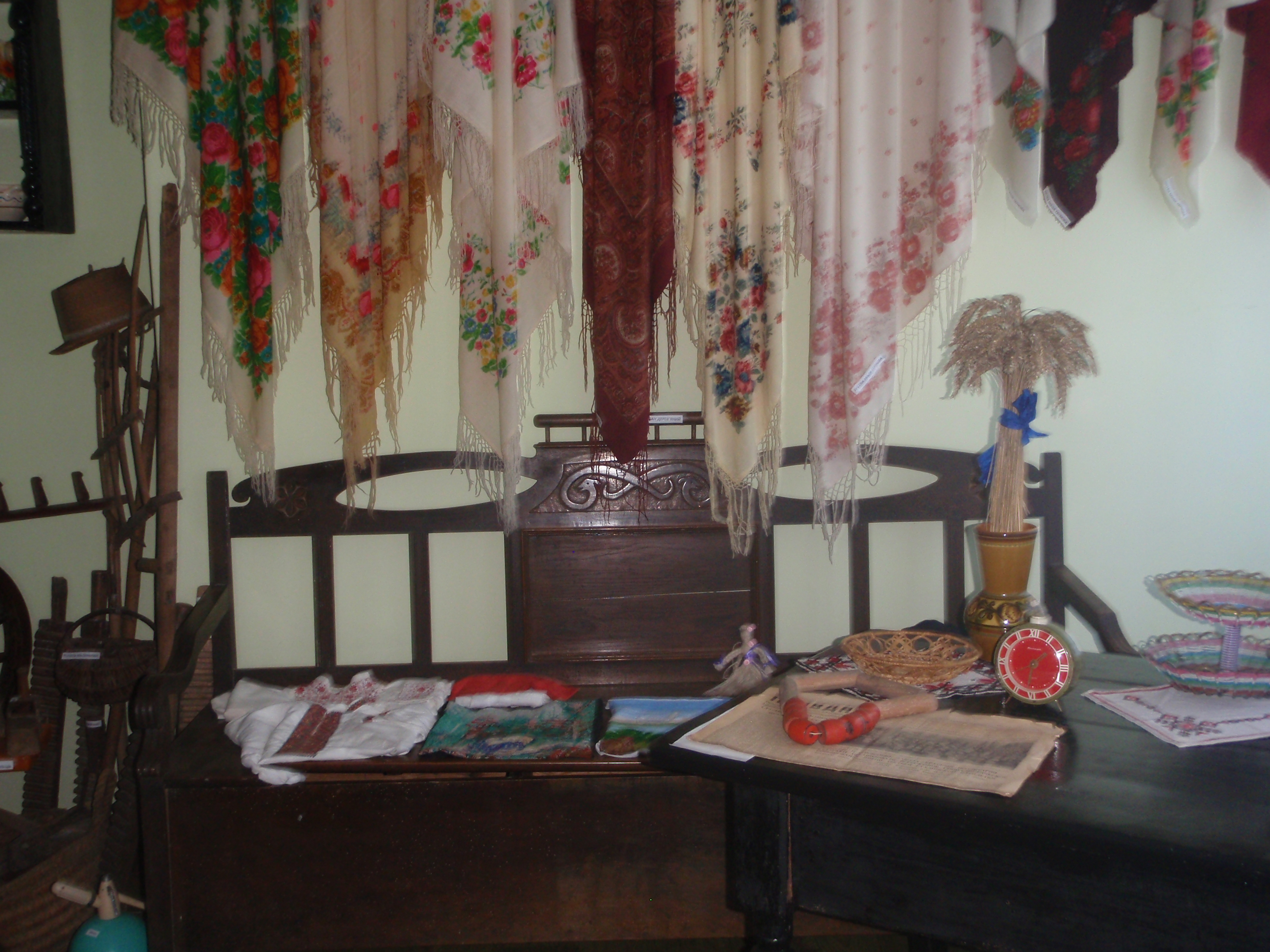
Музей історії села. Фрагмент експозиції
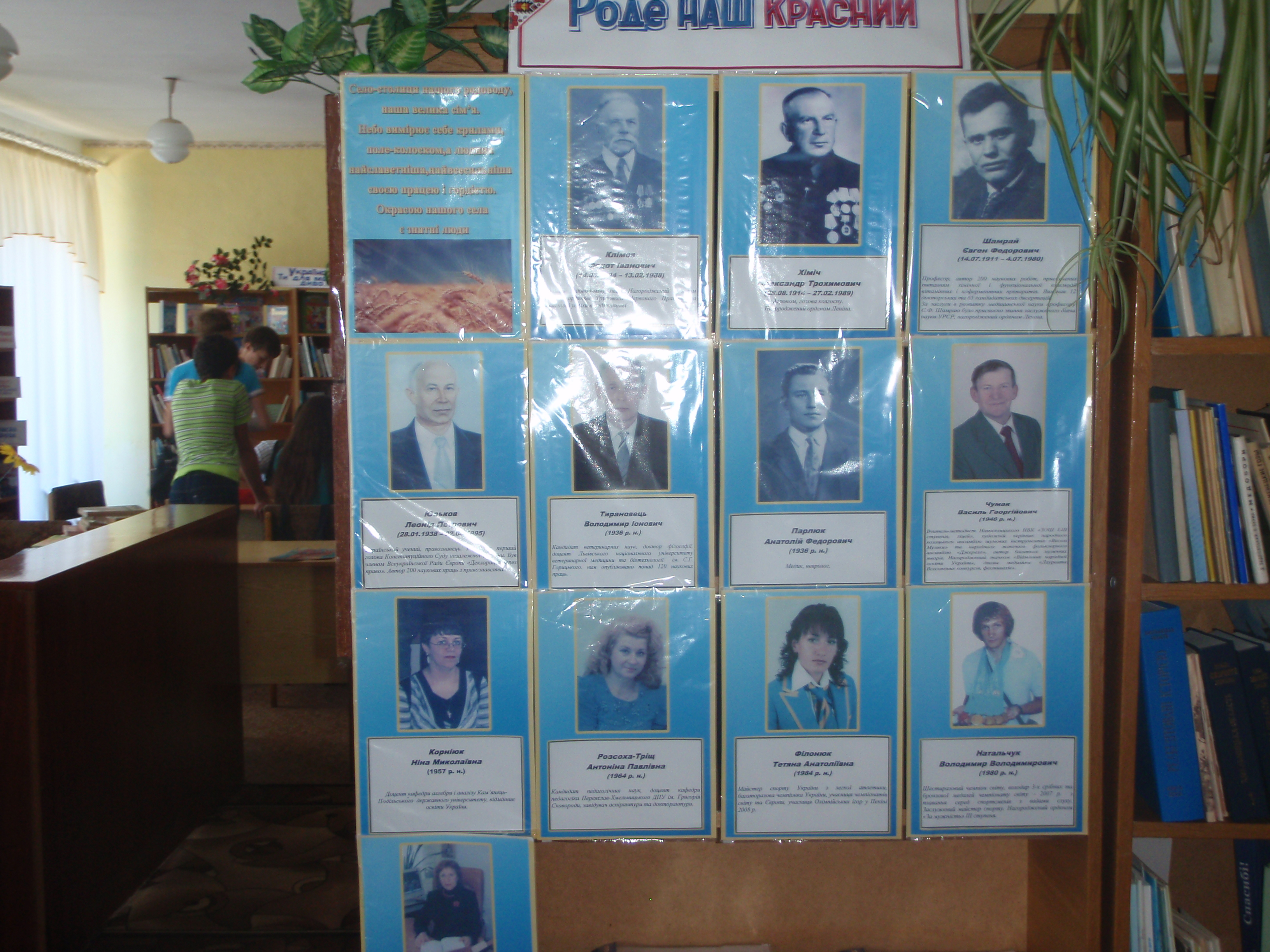
Музей історії села. Відомі уродженці Новоселиці